# Miguel San Román Núñez
Miguel San Román Núñez (Mombuey, España, 25 de abril de 1938-Madrid, 10 de noviembre de 2015) fue un futbolista español que jugaba de guardameta. Fue promotor de boxeo, y llegó a contratar a Muhammad Ali. Fue tío abuelo del futbolista Miguel San Román Ferrándiz.

## Clubes
| Club                  | País   | Año       |
| --------------------- | ------ | --------- |
| C. Atlético de Madrid | España | 1958-1959 |
| A. D. Rayo Vallecano  | España | 1959-1960 |
| Real Murcia C. F.     | España | 1960-1961 |
| C. Atlético de Madrid | España | 1961-1968 |

## Fallecimiento
El 30 de octubre de 2015 ingresó en estado grave a causa de un infarto en el Hospital de La Princesa de Madrid, donde finalmente falleció el 10 de noviembre del mismo año.